# Sisto IV nomina il Platina prefetto della biblioteca Vaticana
Sisto IV nomina il Platina prefetto della biblioteca Vaticana è un affresco staccato (370x315 cm) di Melozzo da Forlì del 1477 e oggi conservato nella Pinacoteca Vaticana.

## Storia
L'affresco è una delle effigi celebrative più note del pontificato di Sisto IV. Proviene dalla Biblioteca Apostolica Vaticana, fondata dallo stesso pontefice due anni prima, il 15 giugno 1475, e raffigura la nomina del primo prefetto della Biblioteca, l'umanista Bartolomeo Sacchi detto il Platina.
L'affresco costituiva l'episodio centrale del ciclo di pitture affidate anche ad Antoniazzo Romano e ai fratelli Domenico e David Ghirlandaio per la decorazione delle quattro sale, in cui dovevano essere collocate le raccolte vaticane di codici e antichi testi.
Nel 1826 Pellegrino Succi effettua lo strappo dell'affresco, metodica molto in voga in quel periodo, così l'opera fu spostata dalla sua collocazione originale nella Biblioteca Apostolica Vaticana per essere conservata alla Pinacoteca Vaticana.

## Descrizione
La scena, scorciata per una vista dal basso, mostra un gruppo di personaggi inseriti in una sfarzosa architettura classica di arcate sostenute da pilastri al di sotto di un soffitto a cassettoni dorati.

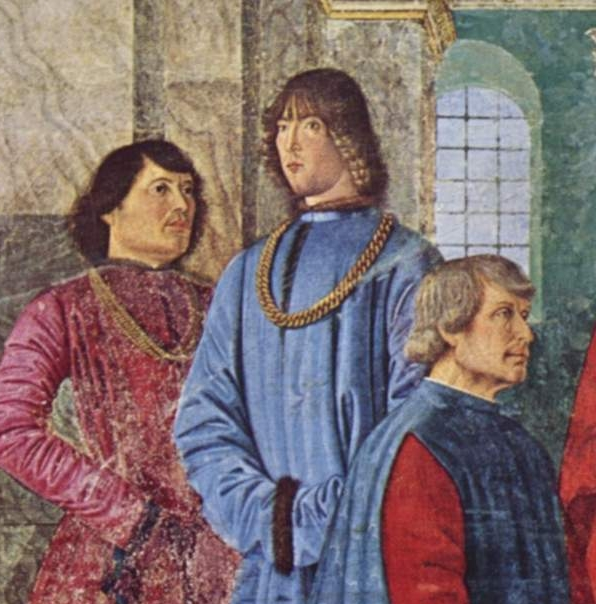
Particolare dell'affresco con, da sinistra, Giovanni della Rovere, Girolamo Riario e il Platina.

A destra si trova il papa assiso su un seggio ligneo, con davanti inginocchiato il Platina, che, nel ricevere l'investitura, punta l'indice in basso verso un'iscrizione da lui stesso composta che esalta alcune imprese edili di Sisto IV, quali la ristrutturazione dell'Ospedale di Santo Spirito, dell'acquedotto di Trevi (o dell'Acqua Vergine), la costruzione o il restauro di alcuni ponti tra cui Ponte Sisto, l'inizio dei lavori del porto di Civitavecchia. Tali imprese tuttavia, secondo l'iscrizione, sono secondarie se confrontate con l'inaugurazione della nuova sede della Biblioteca Vaticana. Questo il testo latino dell'iscrizione del Platina:
Gli altri personaggi sono i familiari di Sisto IV, grande nepotista: i due cardinali Giuliano della Rovere, in piedi al centro, e Pietro Riario, di fianco al papa, e i due nipoti laici Giovanni della Rovere (fratello di Giuliano e mecenate del Platina) e Girolamo Riario (fratello di Pietro e protettore di Melozzo da Forlì) nella parte sinistra.
L'identificazione del ritratto del cardinale posto accanto al trono del Pontefice ha generato molteplici discussioni: per molto tempo si era soliti riconoscere Raffaele Riario, un altro nipote di papa Sisto, celebre per essere stato il committente del palazzo della Cancelleria in Roma (uno dei più importanti palazzi romani del Quattrocento), ma oggi, grazie a una più ragionata ricerca archivistica, si può affermare che esso sia Pietro Riario, il cardinale titolario di San Sisto che fu collaboratore e legato papale nelle missioni diplomatiche dello Stato Pontificio all'estero; egli senza dubbio fu uno dei personaggi di spicco nella Roma sistina, celebre nella città soprattutto per la sua erudizione, le sue feste grandiose e i suoi banchetti.

## Stile
La scena è esemplificativa della cultura umanistica della capitale dello Stato pontificio, con la sfarzosa architettura rinascimentale che corrisponde solo idealmente a quella dei palazzi Vaticani, facendone semmai da modello ideale per sfarzo e rigore classico.
L'affresco testimonia anche l'uso scaltro dello scorcio prospettico di Melozzo, che in seguito venne ulteriormente sviluppato in senso virtuoso, arrivando alle prime rappresentazioni "da sott'in su", fondamentali per la cultura figurativa che passa da Correggio e arriva all'arte barocca.
Le figure sono monumentali e si integrano illusionisticamente con lo sfondo. La luce chiara che intride i colori e schiarisce le ombre, assieme ai volumi solenni, derivano dai modelli di Piero della Francesca, addolciti però da una maggiore naturalezza, soprattutto nei ritratti, che fu tipica del pittore forlivese.